# Macaranga warburgiana
Macaranga warburgiana är en törelväxtart som beskrevs av Ferdinand Albin Pax och Käthe Hoffmann. Macaranga warburgiana ingår i släktet Macaranga och familjen törelväxter. Inga underarter finns listade i Catalogue of Life.